# Homonoia riparia
Homonoia riparia là một loài thực vật có hoa trong họ Đại kích. Loài này được Lour. mô tả khoa học đầu tiên năm 1790.

## Hình ảnh

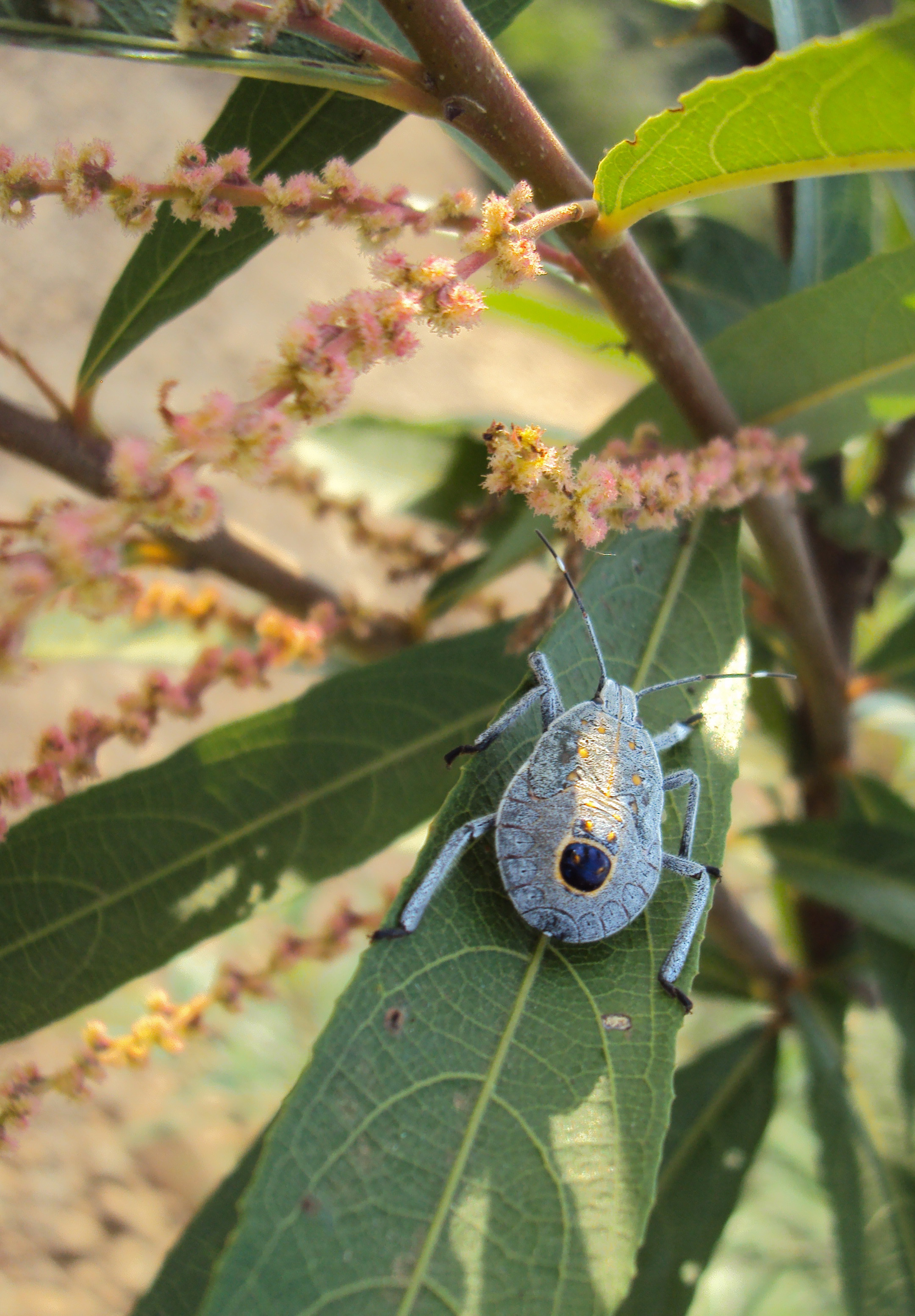
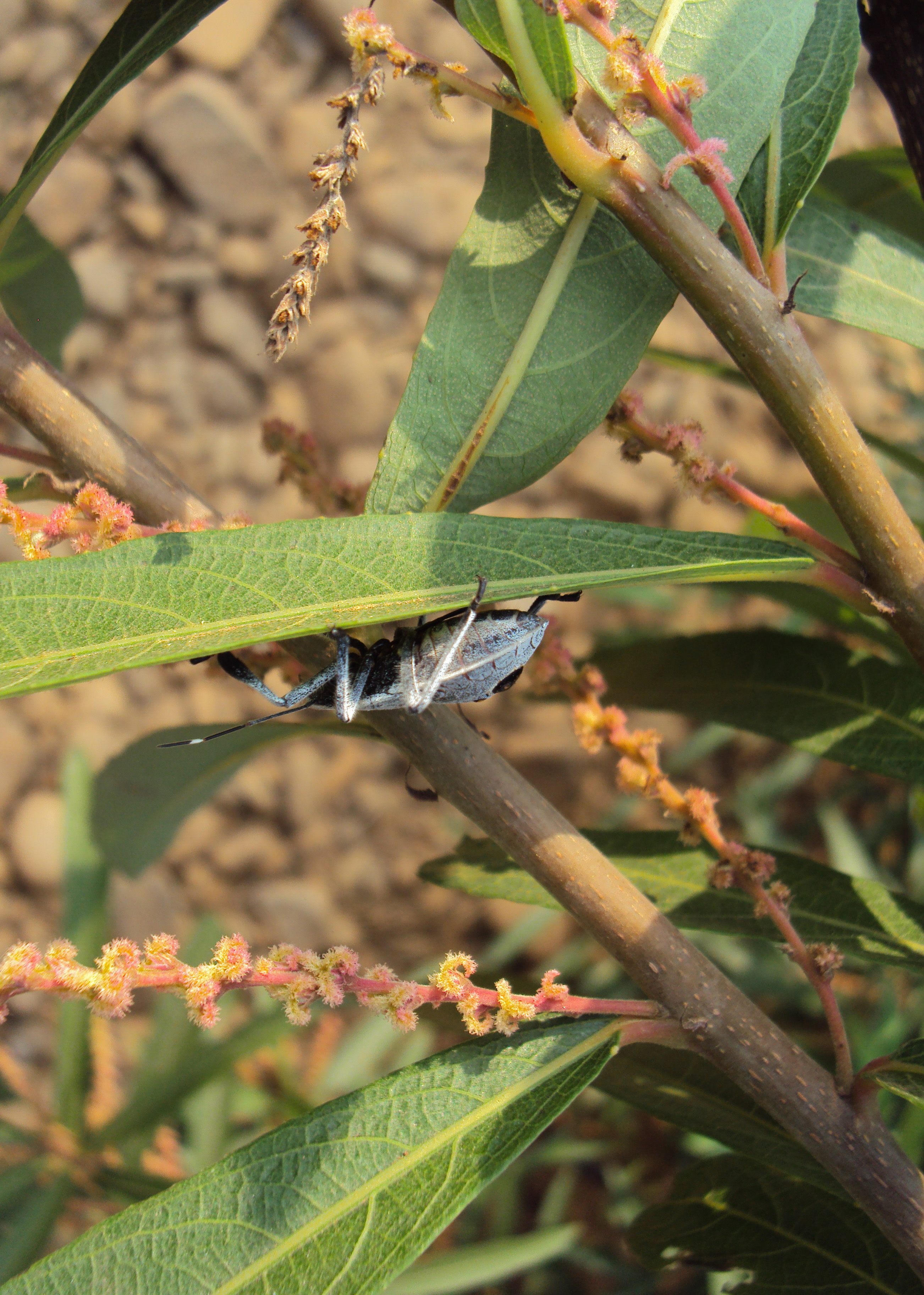
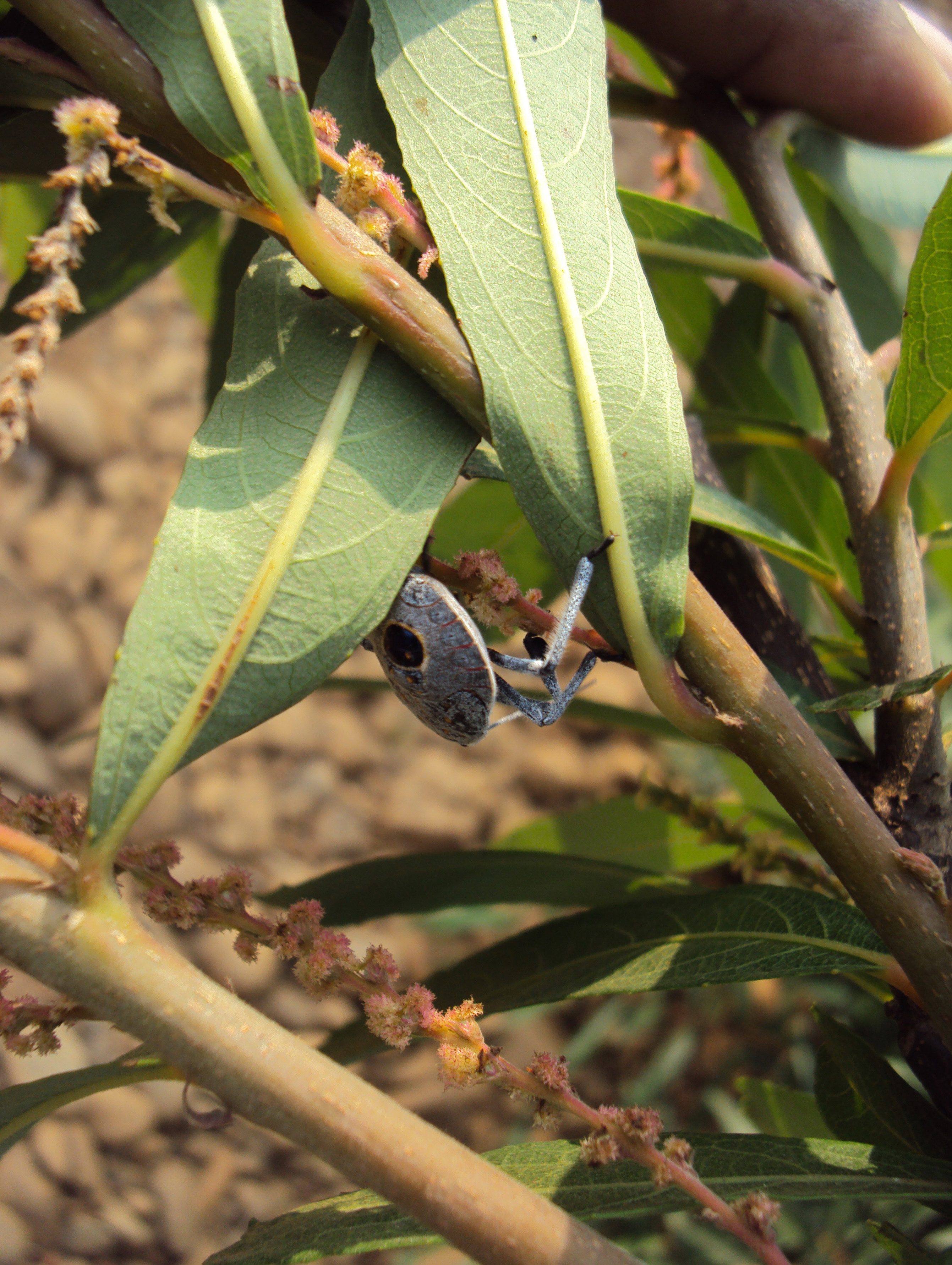
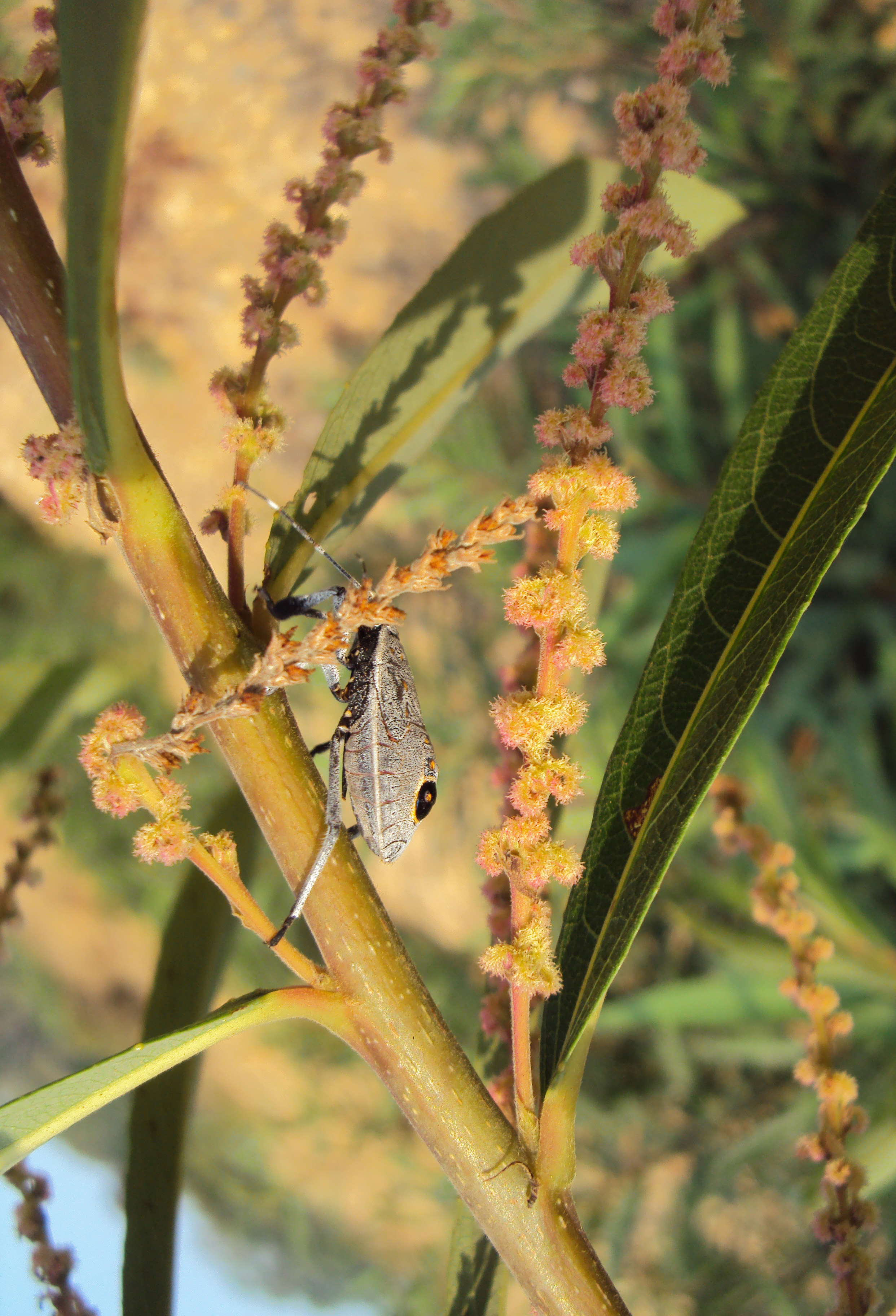